# Louis XX. Contre-Enquête sur la Monarchie
Louis XX. Contre-Enquête sur la Monarchie est un essai de l'auteur, publicitaire et animateur de télévision français Thierry Ardisson, publié pour la première fois en 1986 aux éditions Olivier Orban, puis réédité en format poche chez Gallimard dans la collection Folio en 1988. 
L’ouvrage s’intéresse à la question de la monarchie en France et plus particulièrement à la figure du prince Louis de Bourbon, duc d'Anjou, traditionnellement désigné par les royalistes sous le nom de « Louis XX » à partir de la mort de son père en 1989.

## Résumé

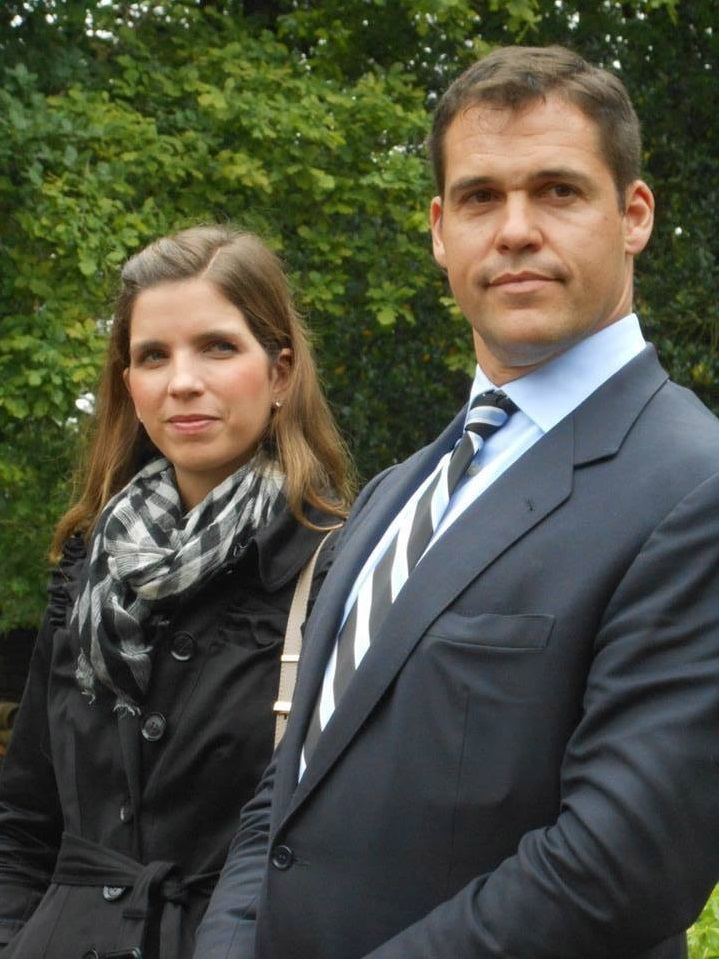
Le prince Louis de Bourbon, alias « Louis XX », et son épouse en 2015.

Le livre se présente comme une « contre-enquête » sur la monarchie française et ses héritiers, en particulier la branche légitimiste incarnée par le prince Alphonse de Bourbon (1936-1989) et son fils, Louis de Bourbon, alors âgé de 12 ans en 1986. Thierry Ardisson y explore l’histoire des Bourbons, de leurs prétentions dynastiques, et de la continuité monarchique depuis l’Ancien Régime.
L’auteur dresse un panorama historique de la monarchie française, remontant à Hugues Capet, en passant par les dynasties Valois, Bourbon et Orléans. Il aborde également la rivalité entre les branches de Bourbon-Anjou et d'Orléans après la chute de la monarchie en 1830.
Une partie de l’ouvrage est consacrée à une uchronie : Qui dirigerait aujourd’hui la France si, en 1870, le comte de Chambord avait été acclamé roi de France, et était monté sur le trône sous le nom de « Henri V » ?
L’ouvrage comporte des annexes, dont une chronologie monarchique, un arbre généalogique des prétendants au trône de France, ainsi que des réflexions sur la possibilité d’un retour de la monarchie dans le contexte politique contemporain.

## Contexte
L’ouvrage, publié à la veille du millénaire capétien, fait suite à plusieurs travaux universitaires remettant en cause les mythes de l'historiographie révolutionnaire, tels ceux de Reynald Secher, Michel Bruguière ou encore Frédéric Bluche. Il révèle par ailleurs les opinions royalistes de l’auteur, qui critique la « propagande républicaine scolaire » démobilisatrice de la mémoire monarchique et se définit alors comme un monarchiste libéral, partisan d’une monarchie constitutionnelle et parlementaire sur le modèle espagnol ou britannique. 
Selon Thierry Ardisson, le livre n’est toutefois « ni un ouvrage d’historien, ni un manifeste politique », mais une « réflexion d’écrivain » sur la monarchie et la mémoire historique française.

## Réception
Louis XX s’écoule à environ 100 000 exemplaires. Certaines critiques soulignent l’intérêt pédagogique de l’ouvrage, notamment pour sa synthèse historique et sa vulgarisation des querelles dynastiques, tandis que d’autres lui reprochent un manque de rigueur académique. Michel De Jaeghere reproche notamment à l'auteur : « Malgré l'assistance de trois documentalistes, les contradictions et les incertitudes historiques foisonnent. Surtout soucieux de dissocier la question du régime de toute perspective de réforme intellectuelle et morale, en un mot, de la pensée contre-révolutionnaire, Thierry Ardisson commet un parfait contre-sens : il assimile les traditions de la monarchie capétienne aux pratiques des démocraties couronnées contemporaines, de Scandinavie, d'Angleterre et d'Espagne. »
Le 31 octobre 1986, Thierry Ardisson apparaît dans Apostrophes pour y présenter sa Contre-Enquête sur la Monarchie dans un débat face à Max Gallo, en présence de l'historien Pierre Chaunu. Au cours de l'émission, Thierry Ardisson défend l'héritage de la monarchie française, critique de manière virulente la Révolution française, à l'origine des « totalitarismes », en comparant Jacques-René Hébert à Robert Faurisson pour avoir déformé les conditions de la mort de Louis XVI, rappelle la thèse du « génocide vendéen », etc. Après cette émission, Bernard Frank écrit dans Le Monde : « Ce qu'il y avait d'étonnant chez Pivot, l'autre soir, c'est que Max Gallo, bourré de connaissances, habitué de la caméra, comme un poisson à Nice dans les débats publics, à la parole facile, abondante, se soit fait mouché par un galopin [Thierry Ardisson], assisté il est vrai par un maître de l'histoire [Pierre Chaunu] ».
Apostrophe et le « malmenage » de Max Gallo par Thierry Ardisson valent par ailleurs à ce dernier d'être décommandé par Michel Polac de l'émission Droit de réponse du 21 novembre sur « les nouveaux muscadins », à laquelle devaient également participer Max Gallo, mais aussi Reynald Secher, — qui boycotte l'émission en retour —, Bertrand Renouvin, Denis Tillinac — qui condamne ce « terrorisme intellectuel » —, Jean Daniel, Jean-Marie de Montrémy et Stéphane Denis.

## Éditions
- Thierry Ardisson, Louis XX. Contre-Enquête sur la Monarchie, Paris, Olivier Orban, 1986, 256 p.
- Thierry Ardisson (préf. Alain Decaux), Louis XX. Contre-Enquête sur la Monarchie, Paris, Gallimard, collection « Folio », n° 1912, mars 1988, 256 p.  (ISBN 978-2-07-037912-5).